# 今泉盛高
今泉 盛高（いまいずみ もりたか）は室町時代後期から戦国時代初期の武将。今泉氏4代目当主。上三川城城主。宇都宮一門であり重臣の一人。

## 生涯

### 宇都宮成綱の時代
盛高は1460年代に今泉盛泰の嫡子として誕生した。
文明9年（1477年）、父今泉盛泰が川曲の戦いで討死したため、幼くして今泉氏4代目当主となった。一また、主君である下野宇都宮氏の方も16代当主宇都宮正綱が川曲の戦いで陣没しており、まだ幼い宇都宮成綱が下野宇都宮氏17代当主になった。主君の成綱は歴代の宇都宮氏当主の中でも稀代の切れ者(敏腕家)であったといい芳賀高益や芳賀景高の補佐により幼い頃からその実力を遺憾なく発揮していた。
下野宇都宮氏は成綱の代になってからは攻勢に出ており、小山持政によって奪われていた宇都宮旧領を中心に攻め取っていき、小山氏の衰退も相まって強大な勢力へと返り咲いた。
文明10年（1478年）11月18日、宇都宮社の式年遷宮を祝す能に出席した。
明応7年（1498年）、冬に連歌師猪苗代兼載が宇都宮領内の盛高のもとに訪れ、上三川で歌を詠んでいる。
永正元年（1504年）、盛高は今泉氏の菩提寺である長泉寺を建立した。
盛高の娘は宇都宮成綱の庶長子である落合業親に嫁いだ。
永正年間に永正の乱が勃発。下野宇都宮氏もそれに伴い永正の内訌が引き起こされ、宇都宮成綱と筆頭重臣の芳賀高勝が対立。高勝により成綱の嫡子宇都宮忠綱を18代当主に擁立させられ強制的に隠居させられると成綱はすぐに反撃へ出た。塩谷氏に弟塩谷孝綱を継がせ再興し、忠綱の後見人にさせ高勝の動きを封じ、永正9年（1512年）には宇都宮城内で高勝を殺害し、高勝に従っていた者すべての城館を攻撃した（宇都宮錯乱）。芳賀氏の抵抗も激しく、錯乱の鎮圧に2年はかかっている。鹿沼城主の壬生綱重が活躍しており壬生氏が頭角を現すきっかけとなった。忠綱が当主になった後も実質的な統治は成綱が行っていた。
永正11年（1514年）、盛高は宇都宮成綱・忠綱父子の命により小山氏に対する備えとして落合河内守とともに小山城に近い小薬城に配備され、後に3代目古河公方足利高基（宇都宮成綱の娘婿）に感謝された。

### 宇都宮忠綱の時代
永正13年（1516年）、下野宇都宮氏の巨星・宇都宮成綱が病没すると情勢が大きく変化した。下野宇都宮氏18代当主宇都宮忠綱は父が没し名実ともに宇都宮氏当主となったが、強硬な支配強化に家臣団は反発。大永の内訌の内訌が勃発した。
忠綱に不満を持っていた芳賀高経・芳賀高孝・塩谷孝綱・笠間資綱らは宇都宮成綱時代は盟友であったが成綱没後は旧領奪還を狙い敵対関係になっていた結城政朝と結び忠綱と敵対していた。
大永3年（1523年）8月、結城政朝は宇都宮猿山に兵を進めた。盛高は宇都宮忠綱に従い、猿山で戦ったがその際に討死した（猿山合戦）。

### 盛高没後
宇都宮忠綱は宇都宮城を叔父の宇都宮興綱らに占拠され、追放された。忠綱は鹿沼城の壬生綱房のもとへ逃れ再起を狙うが、宇都宮城への帰還を果たせず大永7年（1527年）に没した。